# 小行星5585
小行星5585（英語：5585 Parks）是一颗围绕太阳公转的小行星。1990年6月28日，埃莉諾·赫琳在帕洛马山发现了此天体。
这颗小行星的绝对星等为75.84042等。